# Cecilia Flori
Pour les articles homonymes, voir Flori.
Cecilia Flori est une athlète italienne née le 18 novembre 1980. Spécialiste de l'ultra-trail, elle a notamment remporté la Mozart 100 en 2017.

## Résultats
| no  | féminin            | Course                 | Longueur | Départ           | Temps            |
| --- | ------------------ | ---------------------- | -------- | ---------------- | ---------------- |
| 12e | Médaille de bronze | Tarawera Ultramarathon | 102 km   | 11 février 2017  | 9 h 21 min 42 s  |
| 7e  | Médaille d'or      | Mozart 100             | 105 km   | 17 juin 2017     | 12 h 03 min 32 s |
| 23e | Médaille d'or      | JFK 50 Mile            | 50 mi    | 23 novembre 2019 | 6 h 46 min 31 s  |